# Башкирская стрела

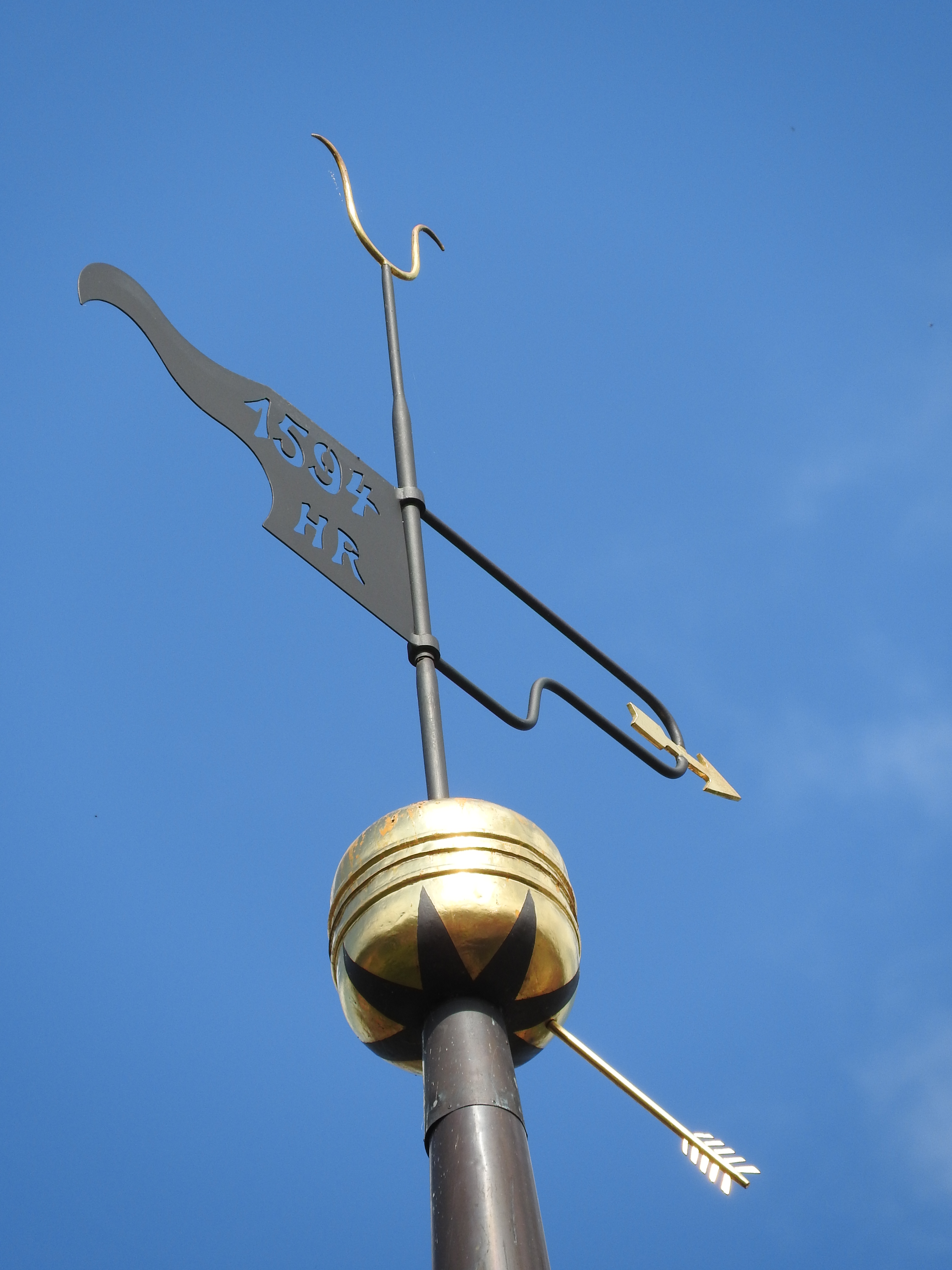
Башкирская стрела, 2017

Башкирская стрела — артефакт, фигура стрелы на шпиле кирхи церкви Святого Лауренция в коммуне Шварца на земле Тюрингия.
Весной 1814 года, после завершения Наполеоновских войн, башкирские воины в составе русской армии возвращались через Германию в Россию. 14 апреля 1814 года, по приглашению принца Карла Гюнтера (сына имперского князя Фридриха Гюнтера I), башкиры остановились в деревне Шварца.
По легенде, Карл Гюнтер усомнился в боеспособности башкирского лука и наспор предложил башкирам сделать показательный выстрел, указав рукой в сторону кирхи церкви Святого Лауренция. Башкиры приняли вызов и попали в навершие шпиля — небольшое металлическое яблоко.
Оригинальная стрела не сохранилась до наших дней — деревянное древко со временем рассохлось и щепа осыпалась, но позднее в Шварце установили металлическую копию. Позднее древко стрелы заржавело и она выпала из яблока, но стержень сохранился в архиве церкви. В ходе визита Яныбая Хамматова, подготавливавшего материалы о заграничном походе русской армии 1813—1814 гг. для исторического романа, башкирская стрела была установлена на прежнем месте.
В 2013 году на церкви Святого Лауренция в городе Шварца в Тюрингии была установлена памятная доска на немецком и башкирском языках, а медное яблоко на шпиле церкви и сама стрела были покрыты сусальным золотом.

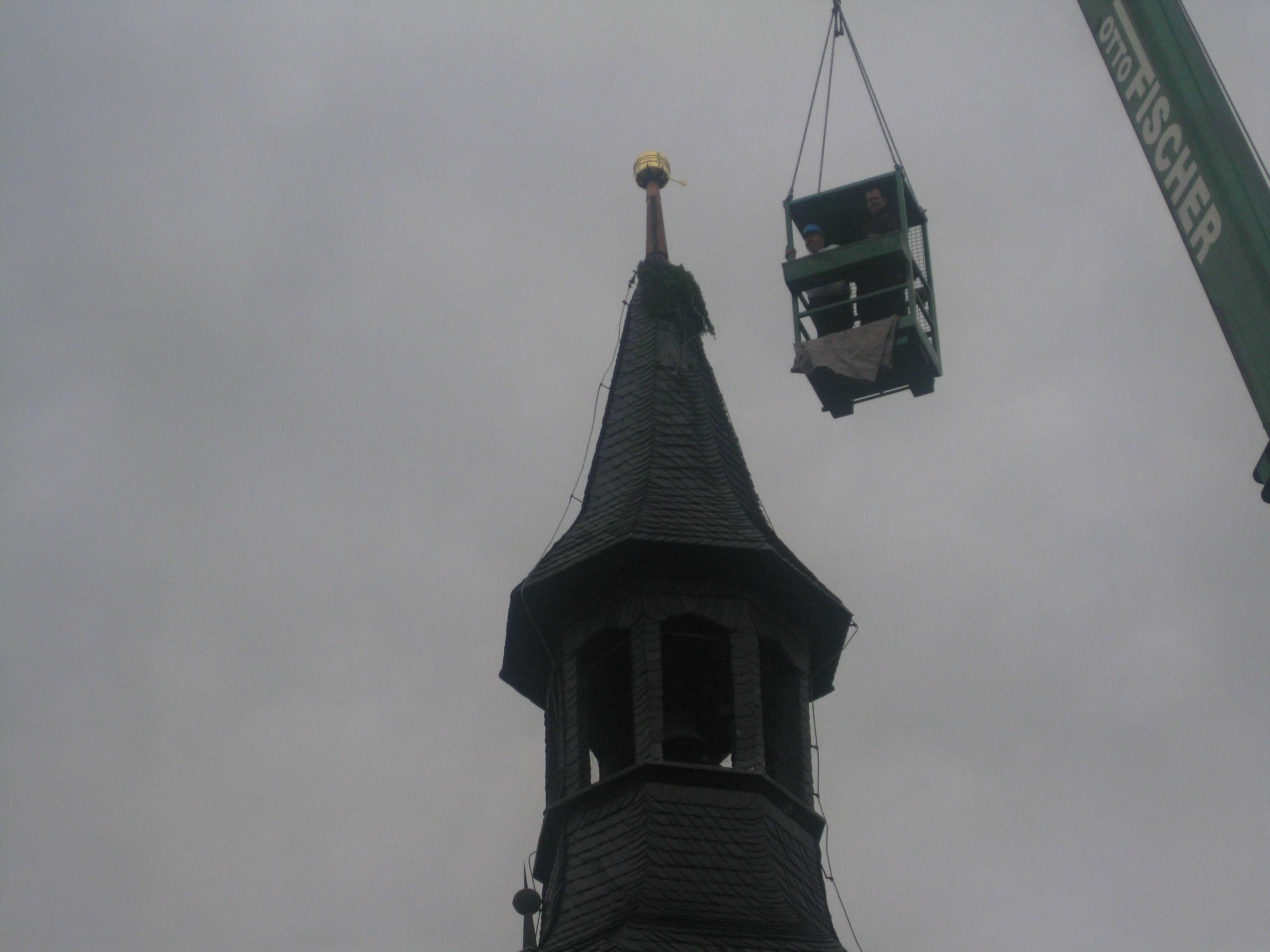
Восстановительные работы «Башкирской стрелы», 2013 год.
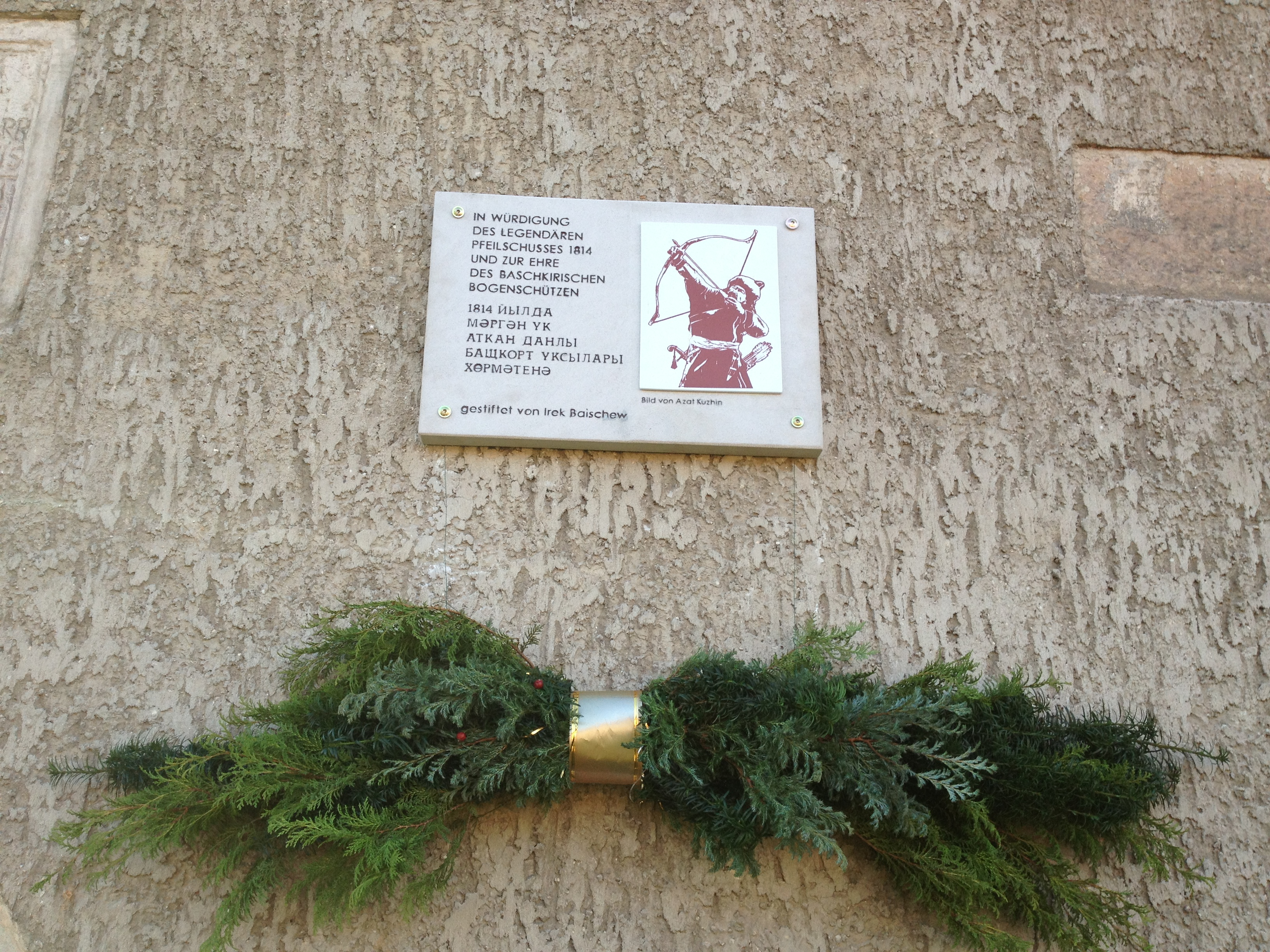
Мемориальная доска метким башкирским лучникам на фасаде здания в Шварце
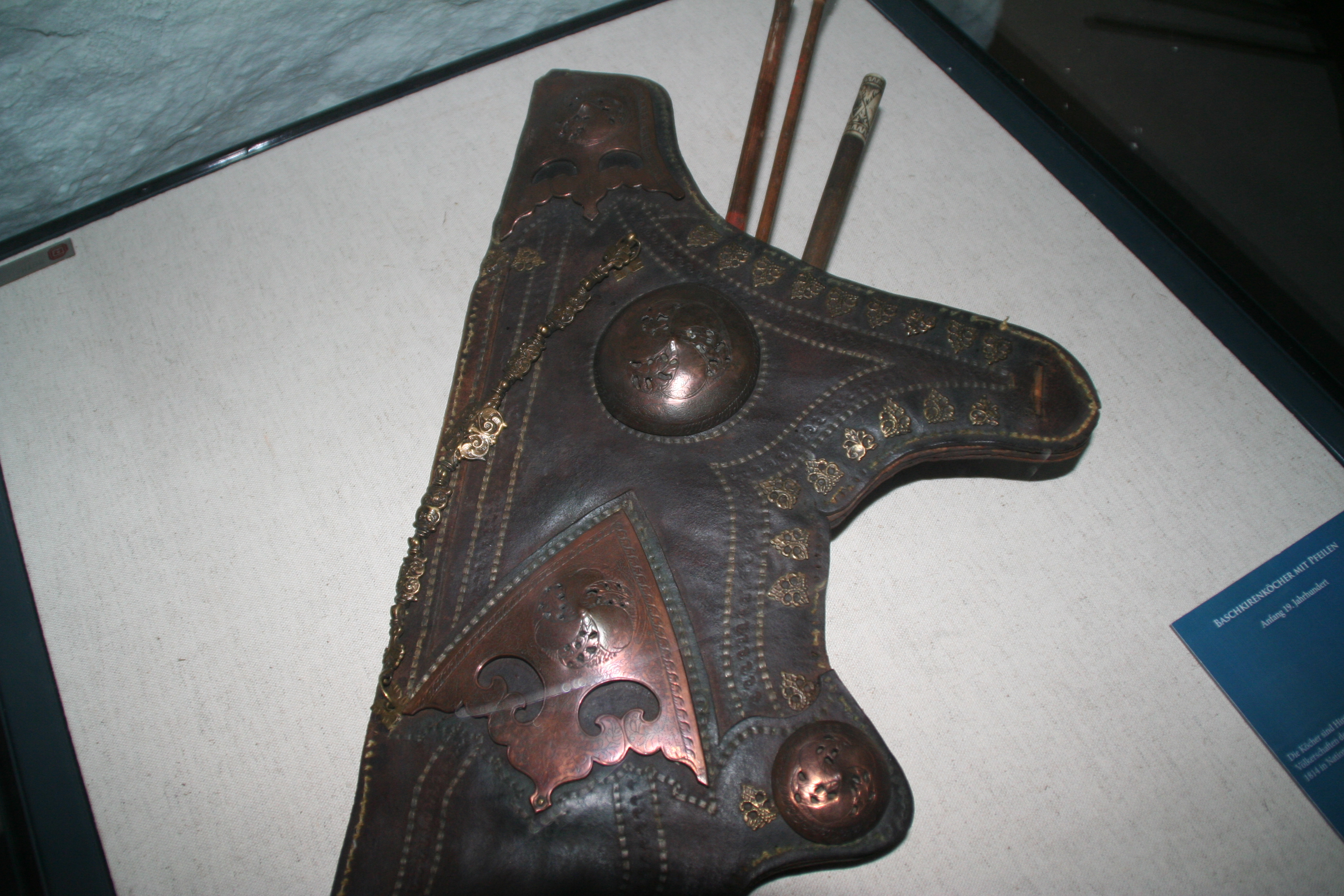
Башкирский колчан со стрелами в музее Эрфурта, Германия

## Видео
- Видео BASHKIR ARROW. Bashkirs at the festival in honor of the 950th anniversary of Schwarza.